# Západní Lothian
Západní Lothian (anglicky West Lothian, skotskou gaelštinou Lodainn an Iar) je správní oblast Skotska, ležící západně od města Edinburgh. Stejně jako ostatní správní jednotky vznikla v roce 1996, kdy se utvořilo nové správní rozdělení.

## Města a vesnice
- Abercorn
- Addiewell
- Ainville
- Armadale
- Bathgate
- Blackburn
- Blackridge
- Breich
- Broxburn
- Dechmont
- East Calder
- Fauldhouse
- Harthill
- Kirknewton
- Linlithgow
- Livingston
- Mid Calder
- Polbeth
- Pumpherston
- Seafield
- Stoneyburn
- Torphichen
- Uphall
- Uphall Station
- West Calder
- Whitburn
- Winchburgh